# Necuvintele
Necuvintele este un volum de poezii al poetului român Nichita Stănescu publicat în 1969 la Editura Tineretului, pentru care primește Premiul Uniunii Scriitorilor în 1970.
Volumul cuprinde poeziile:
- Pean (Ce ești tu, A?
- Pierderea ochiului
- Lupta lui Iacob cu îngerul sau despre ideea de "tu"
- Lupta ochiului cu privirea
- Lupta inimii cu sângele
- Am dormit pe un tăiș de sabie, osos
- Arta poetică (Sunt așteptat de către o ventuză)|Arta poetică
- Mim (Prea repede se schimbă ceea ce numim)|Mim
- Râsu' plânsu'
- Zicere (Orice om prost este o gratie)
- Memoria asasină
- Era o muzică presată
- Bruscă vorbire
- Cântec în doi
- Cine cea de taină (Casă cu ziduri mișcate)|Cine cea de taină
- Lași mirosul tău în aer)
- Mânie lentă
- Bufonul și moartea
- În grădina Ghetsimani
- Contemplație
- Odă bucuriei (Vino tu stare măreață a sufletului)
- Inscripție nedescifrată
- Ce este viața? Când începe și încotro se îndreaptă?
- Laț (Pe bordul alb și gri de piatră)
- Mâncătorul de libelule
- Cine sunt eu? Care-i locul meu în Cosmos?
- Melancolie atavică
- Să ne iubim ca florile
- Idolii ierbii
- Cotropirea frunzelor
- Înserare de toamnă
- Fructe înainte de a fi mâncate
- Tragedii în timp de pace
- Ars poetica (O, muzică, tu vibrație
- Cântec (M-a uitat Dumnezeu, gândindu-mă)
- Autoportret pe o frunză de toamnă
- Timp (Se poate stinge pocnind ca un bec)
- Miraj (Înainte, galerii de aer)
- Deci voi sta
- Eu, adică el
- Ce? (Să văd dacă se vede)
- Cotropirea frunzelor
- Necuvintele (El a întins spre mine o frunză ca o mână cu degete)